# Санг Йонг Родиус
Родиус (SsangYong Rodius), продаван на някои пазари под името Ставик (Stavic) а голям мултифункционален еднообемен автомобил, чието първо поколение е представено от южнокорейския SUV-специалист SsangYong Motor Company през 2004 г. Отличителна черта на Родиус, освен внушителните размери, е неговото уникално 4х4 задвижване, което го поставя в рядката категория на вановете с повишена проходимост.

## Първо поколение (2004-2013)
Дизайнът на първото поколение Родиус е вдъхновен от луксозните яхти и е дело на британския професор Кен Грийнли (Ken Greenley), който дълги години е оглавявал катедрата по автомобилен дизайн в лондонския Royal College of Art.
Стъпвайки на технологичната платформа на Mercedes-Benz W124, Родиус съчетава комфорта на луксозна лимузина с проходимостта на SUV.
От Мерцедес-Бенц Родиус e заимствал също 5-цилиндровия дизелов двигател с директно впръскване 2.7 XDi, 6-цилиндровия редови бензинов двигател с работен обем 3,2 л и автоматичната трансмисия T-Тronic с възможност за ръчно управление.
Моделът се произвежда във версии със 7, 9 и 11 места, като за пазарите на ЕС е хомологирана единствено версията със 7 места.

### Галерия
- Родиус, представен от Ратола на Автомобилен салон София 2006
- Родиус, представен от Ратола на Автомобилен салон София 2006
- Родиус първо поколение (лифтирана версия от 2008 г.)

## Второ поколение (2013-2015)
През 2013 г. моделът претърпява фейслифт и получава нов двулитров дизелов двигател с директно впръскване, отговарящ на екологичния стандарт Евро 5. Лифтираният модел е пуснат в продажба първо в Южна Корея под името Корандо Турисмо (Korando Turismo). В останалите азиатски държави е маркетиран като Ню Ставик (New Stavic), а продукцията, предназначена за ЕС, продължава да носи емблемата Rodius. Изключение прави Великобритания, където моделът се продава под името Turismo.

### Галерия
- Rodius, моделна година 2013
- Rodius, моделна година 2013